# Alice Granfelt
Alice Dagmar Granfelt-Karlberg (14 december 1895 i Helsingfors – 24 februari 1995 i Mariehamn) var en finlandssvensk författare. 

## Biografi
Godsägardottern Alice Granfelt debuterade som 17-åring med den romantiska novellen Ledande toner (1913), som följdes av hennes mest uppmärksammade bok Tankar och fantasier (1915). Här förenades tidstypiska filosofiska betraktelser om skönhet och godhet med sensuella fantasibilder och raljerande religionskritik. Några formuleringar om religionen som "en stor lögn som blivit helig för människorna" förargade Borgå domkapitel och resulterade i att boken beslagtogs. Författaren åtalades för hädelse, en juridisk process ett halvsekel innan Hannu Salama dömdes för gudsförnekelse i romanen Midsommardansen. Granfelt friades av Åbo hovrätt 1917. Efter en lång paus återkom hon med novellsamlingen Det sker sällsamma ting (1948) och vid 96 års ålder utgav hon diktsamlingen Landet bortom (1991), där tidlösa existentiella frågor växlade med bilder ur tillvaron på ett ålderdomshem.